# Apeadeiro de Espadaneira
O apeadeiro de Espadaneira é uma gare da Linha do Norte, que serve a localidade de Espadaneira, no município de Coimbra, em Portugal.

## Descrição

### Localização e acessos
Esta interface situa-se na localidade de Espadaneira (concelho de Coimbra), em ambiente suburbano, com acesso por ambos os lados da via pela Rua do Apeadeiro, a curta distância, para norte, das paragens de camionagem local que nominalmente a servem.

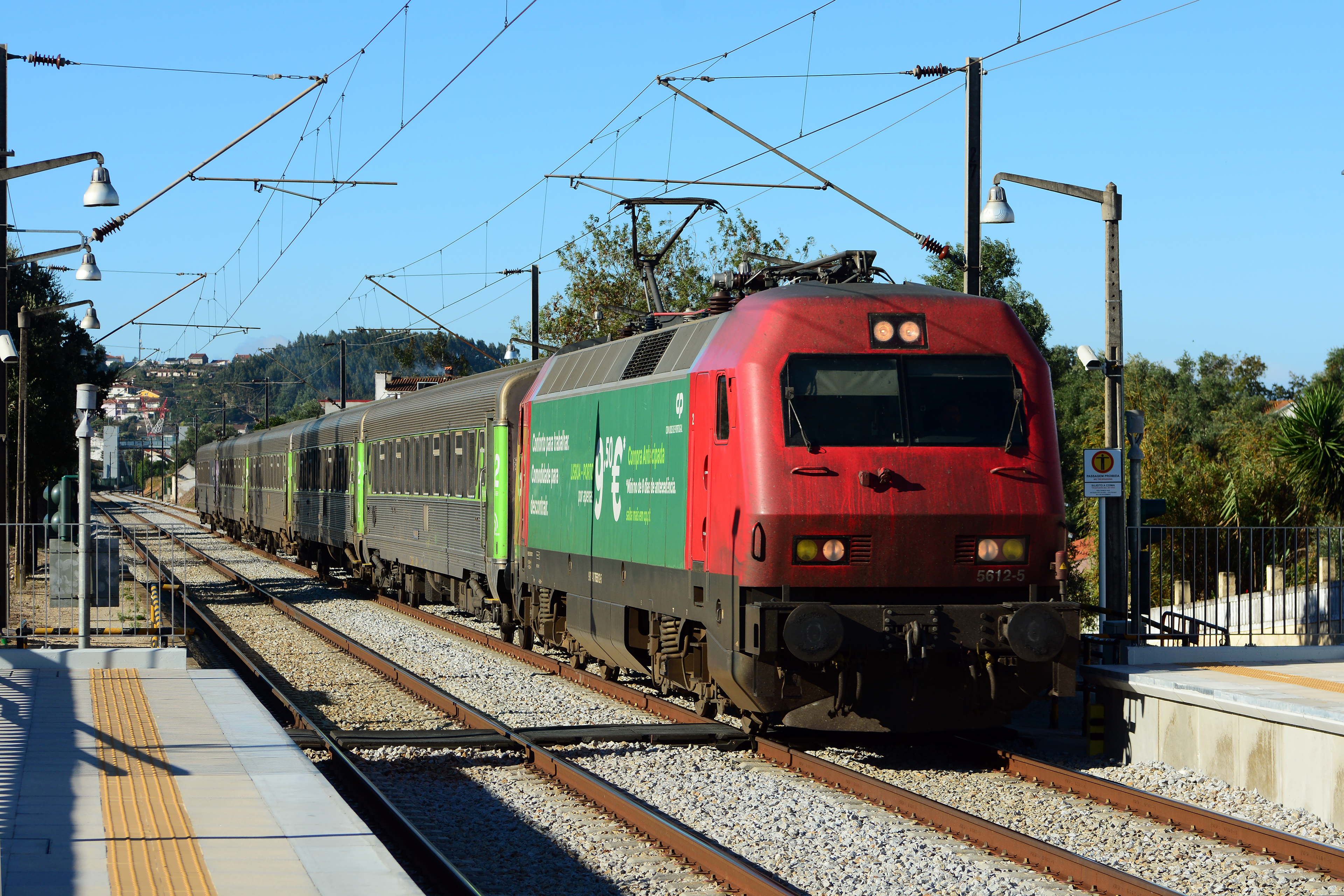
Intercidades Lisboa- passando, sem paragem, em Espadaneira, em 2018.

### Infraestrutura
Como apeadeiro numa linha de via dupla, esta interface apresenta-se nas duas vias de circulação (I e II) cada uma acessível por plataforma — ambas com de 80 m de comprimento e 685 mm de altura.

### Serviços
Em dados de 2023, esta interface é servida por comboios de passageiros da C.P. de tipo suburbano, com quinze circulações diárias em cada sentido, entre Coimbra e Figueira da Foz, e de tipo regional, com onze circulações diárias no sentido Coimbra-Figueira e doze no sentido inverso.

## História
Este apeadeiro situa-se no lanço da Linha do Norte entre Taveiro e Estarreja, que entrou ao serviço em 10 de Abril de 1864, pela Companhia Real dos Caminhos de Ferro Portugueses.

Um diploma de 14 de Fevereiro de 1936 do Ministério das Obras Públicas e Comunicações ratificou o projecto do aviso ao público relativo à abertura deste apeadeiro, que então se situava ao ponto quilométrico 213+789 da Linha do Norte.

## Leitura recomendada
- QUEIRÓS, Amílcar (1976). Os Primeiros Caminhos de Ferro de Portugal: As Linhas Férreas do Leste e do Norte. Coimbra: Coimbra Editora. 45 páginas